# Liodontia
Liodontia és un gènere de rosegador extint de la família dels aplodòntids, que actualment només conté una espècie vivent, el castor de muntanya. Visqué a Nord-amèrica durant el Miocè. L'espècie tipus, L. alexandrae, fou descrita originalment com a Aplodontia alexandrae.